# (12755) Balmer
Pour les articles homonymes, voir Balmer.
(12755) Balmer est un astéroïde de la ceinture principale.

## Description
(12755) Balmer est un astéroïde de la ceinture principale d'astéroïdes. Il fut découvert le 20 juillet 1993 à La Silla par Eric Walter Elst. Il présente une orbite caractérisée par un demi-grand axe de 2,72 UA, une excentricité de 0,02 et une inclinaison de 4,0° par rapport à l'écliptique.

## Compléments